# Eisenkappel-Vellach
Eisenkappel-Vellach is een gemeente in de Oostenrijkse deelstaat Karinthië, en maakt deel uit van het district Völkermarkt.
Eisenkappel-Vellach telt 2549 inwoners.

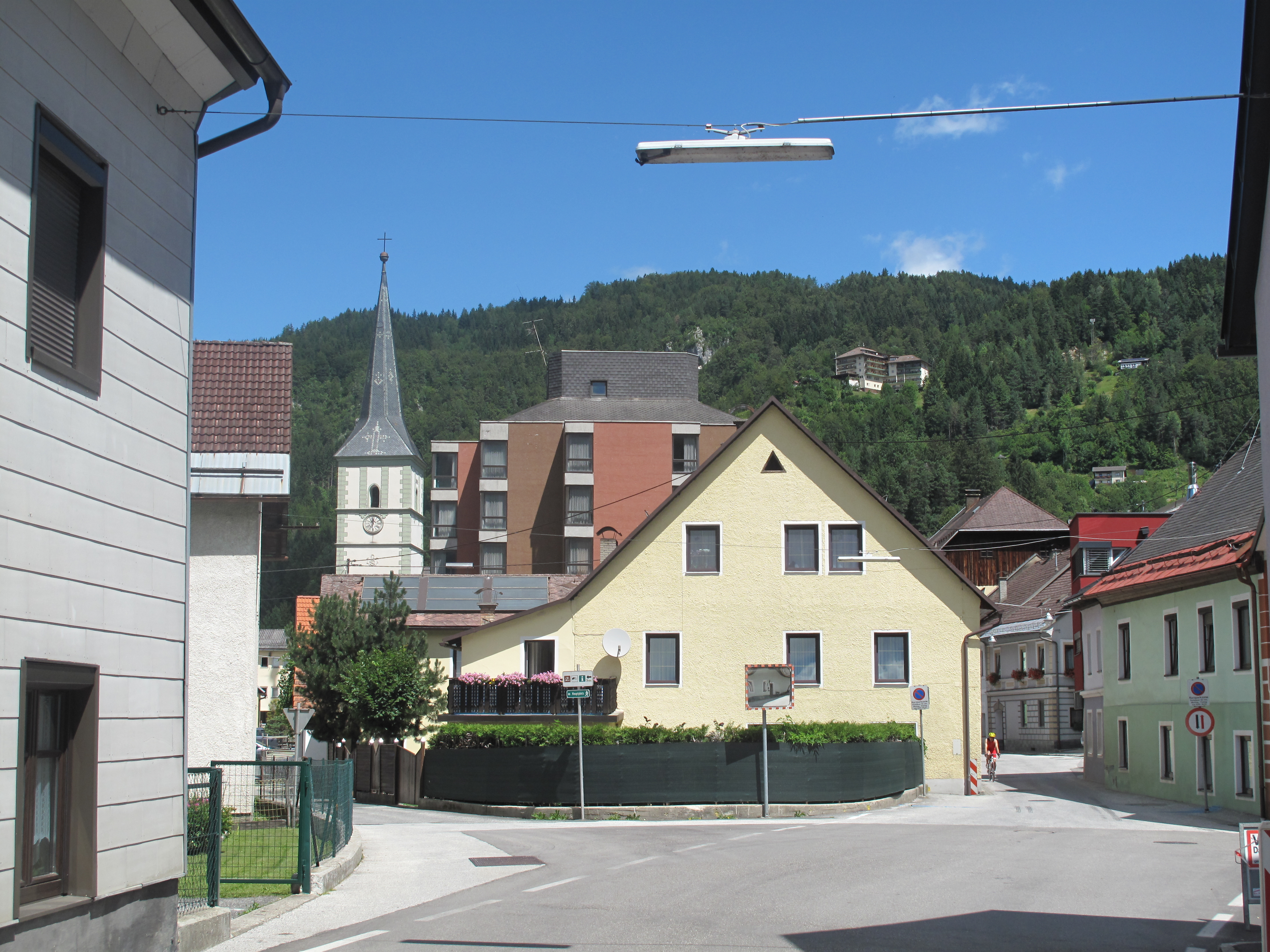
Bad Eisenkappel, straatzicht met kerktoren

## Geboren
- Otto Barić (1933-2020), Kroatisch voetballer en voetbaltrainer

Bleiburg ·
Diex ·
Eberndorf ·
Eisenkappel-Vellach ·
Feistritz ob Bleiburg ·
Gallizien ·
Globasnitz ·
Griffen ·
Neuhaus ·
Ruden ·
Sankt Kanzian am Klopeiner See ·
Sittersdorf ·
Völkermarkt
- Gemeinsame Normdatei: 4430169-8
- Library of Congress Control Number: n95023268
- Nationale Bibliotheek van Tsjechië: ge1105288
- Virtual International Authority File: 244720156